# Society of Dilettanti

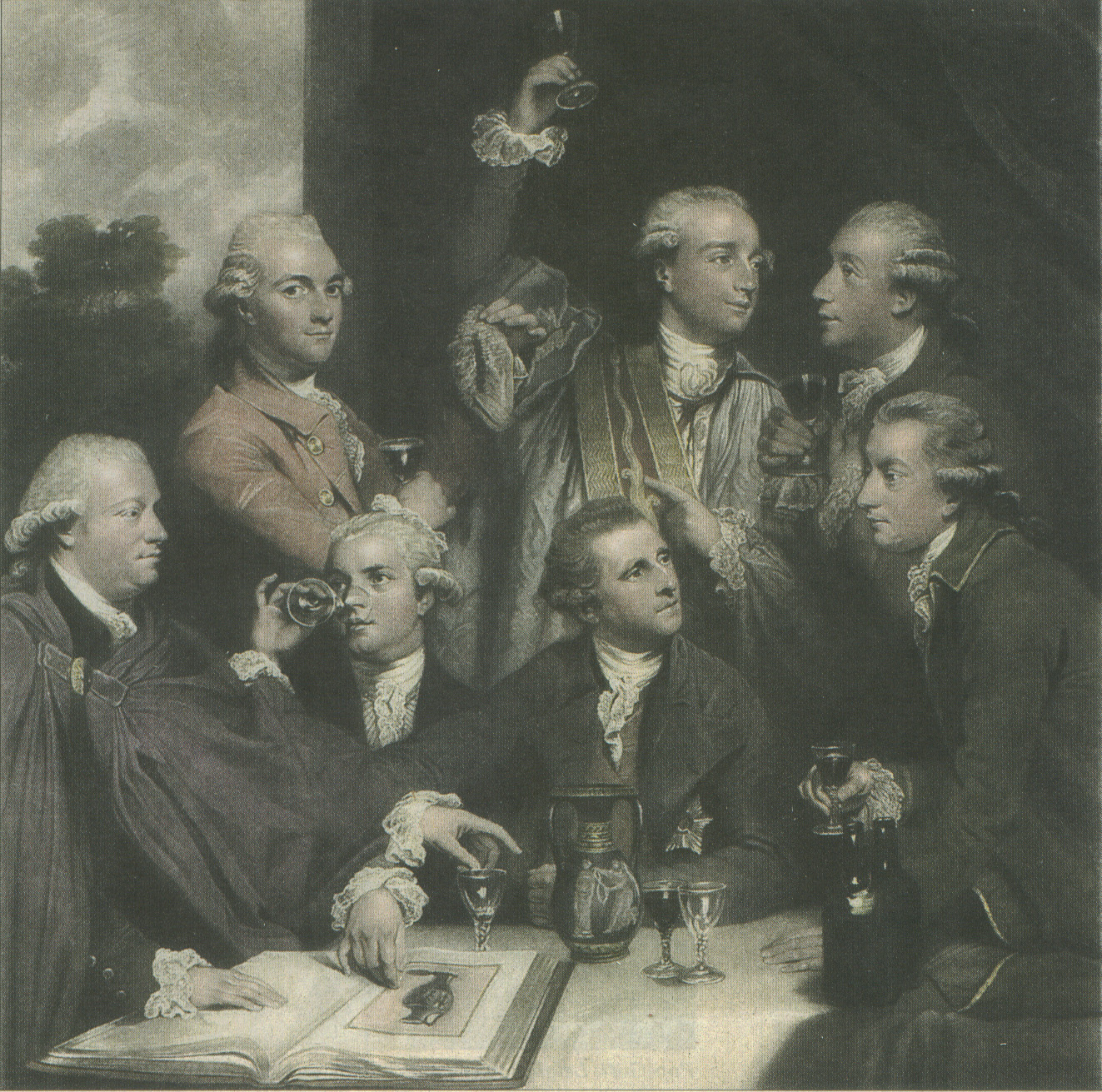
Retrato de la Society of Dilettanti.

La Dilettante Society o Dilettanti (Sociedad de diletantes) es una sociedad inglesa de hombres de la nobleza y académicos que patrocina el estudio del arte antiguo griego y romano y la creación de nuevas obras de este estilo.
Aunque se desconoce la fecha exacta, se piensa que la Sociedad se estableció como club de comidas en Londres en 1732. Se cree que se fundó en Londres en 1734 por un grupo de personas que habían hecho el Grand Tour.
En 1743, Horace Walpole condenó su afectación y los describió como un «club de borrachos que habían estado en Italia».
Esta sociedad pronto se hizo rica mediante un sistema de contribuciones de sus miembros, dinero destinado a patrocinar expediciones arqueológicas. Financió la arqueología con Richard Chandler, William Pars y Nicholas Revett. Los resultados se publicaron en The Antiquities of Athens y Ionian Antiquities, una gran influencia para el nacimiento del neoclasicismo británico.
A partir de 1740 la sociedad dio su apoyo a la ópera italiana.

## Miembros
La Sociedad tenía 60 miembros, elegidos por votación secreta. Una ceremonia de introducción se llevaba a cabo en un club de Londres. Hace donaciones anuales a las escuelas británicas en Roma y Atenas, y un fondo separado creado en 1984 proporciona asistencia financiera para visitas a sitios clásicos y museos.
- Thomas Anson (miembro fundador)
- Sir Joseph Banks
- George Beaumont
- Clayton Mordaunt Cracherode
- Anthony Morris Storer, Esq.[5]
- Charles Crowle
- Henry Dawkins,
- Francis Dashwood
- Lord Dundas
- Sir Henry Englefield
- Payn Galway, Esq.
- David Garrick
- Sir James Gray, 2nd Baronet
- Sir George Gray (tercer baronet)
- Charles Francis Greville
- William Hamilton (diplomático)
- Thomas Hope
- Philip Metcalfe (desde 1786)
- Richard Payne Knight (desde 1781)
- Duke de Leeds
- Constantin John Lord Murlgrave
- Uvedale Price
- Joshua Reynolds (desde 1766)
- Lord Seaforth

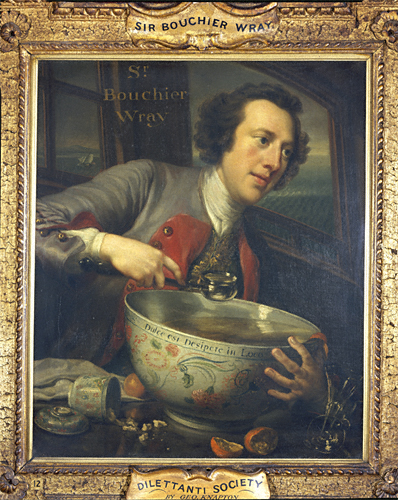
Bourchier Wray por George Knapton.

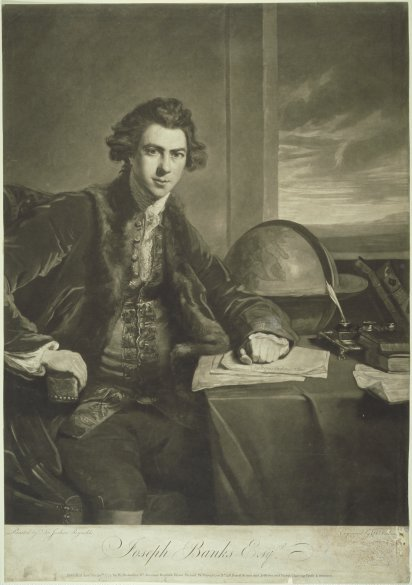
Sir Joseph Banks, por Sir Joshua Reynolds, la mezzotinta fue realizada por William Dickinson (1746-1823).

- John Spencer (primer conde de Spencer)
- Spencer Stanhope, Esq.
- Sir John Taylor (primer Baronet)
- Richard Thompson, Esq.
- Anthony Wagner
- William Wilkins
- Sir Watkin Williams-Wynn (cuarto baronet)
- Charles Williams-Wynn (el Viejo)
- Sir Charles Williams-Wynn (el Joven)
- Charles Towneley, anticuario y coleccionista